# Осока волосистая
Осо́ка волоси́стая (лат. Carex pilosa) — многолетнее травянистое растение вид рода Осока (Carex) семейства Осоковые (Cyperaceae).

## Ботаническое описание

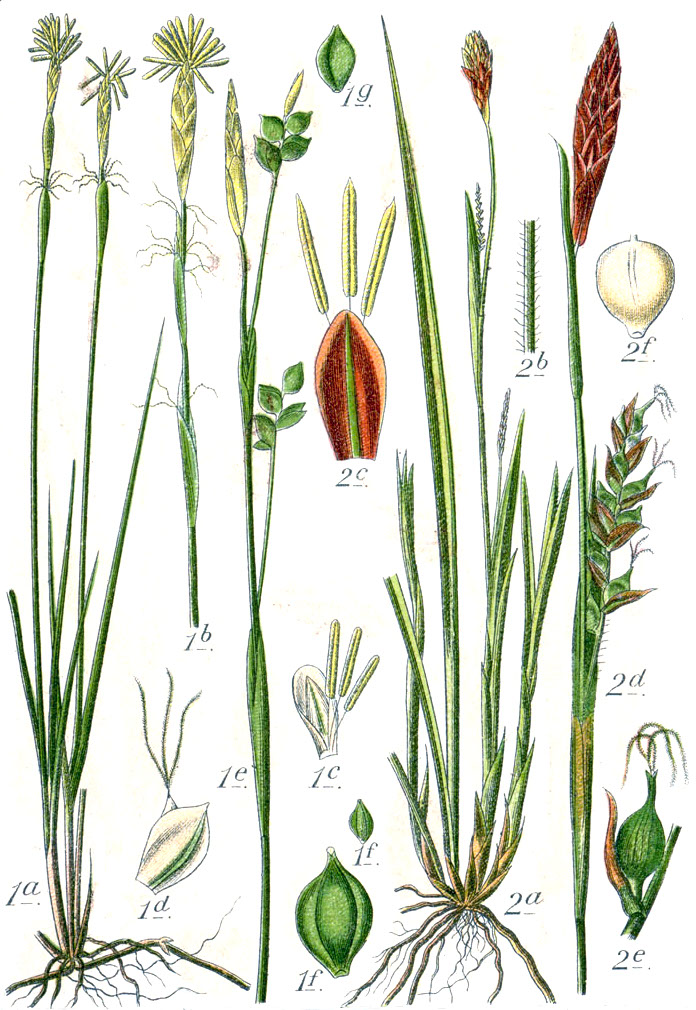
2 — Carex pilosa

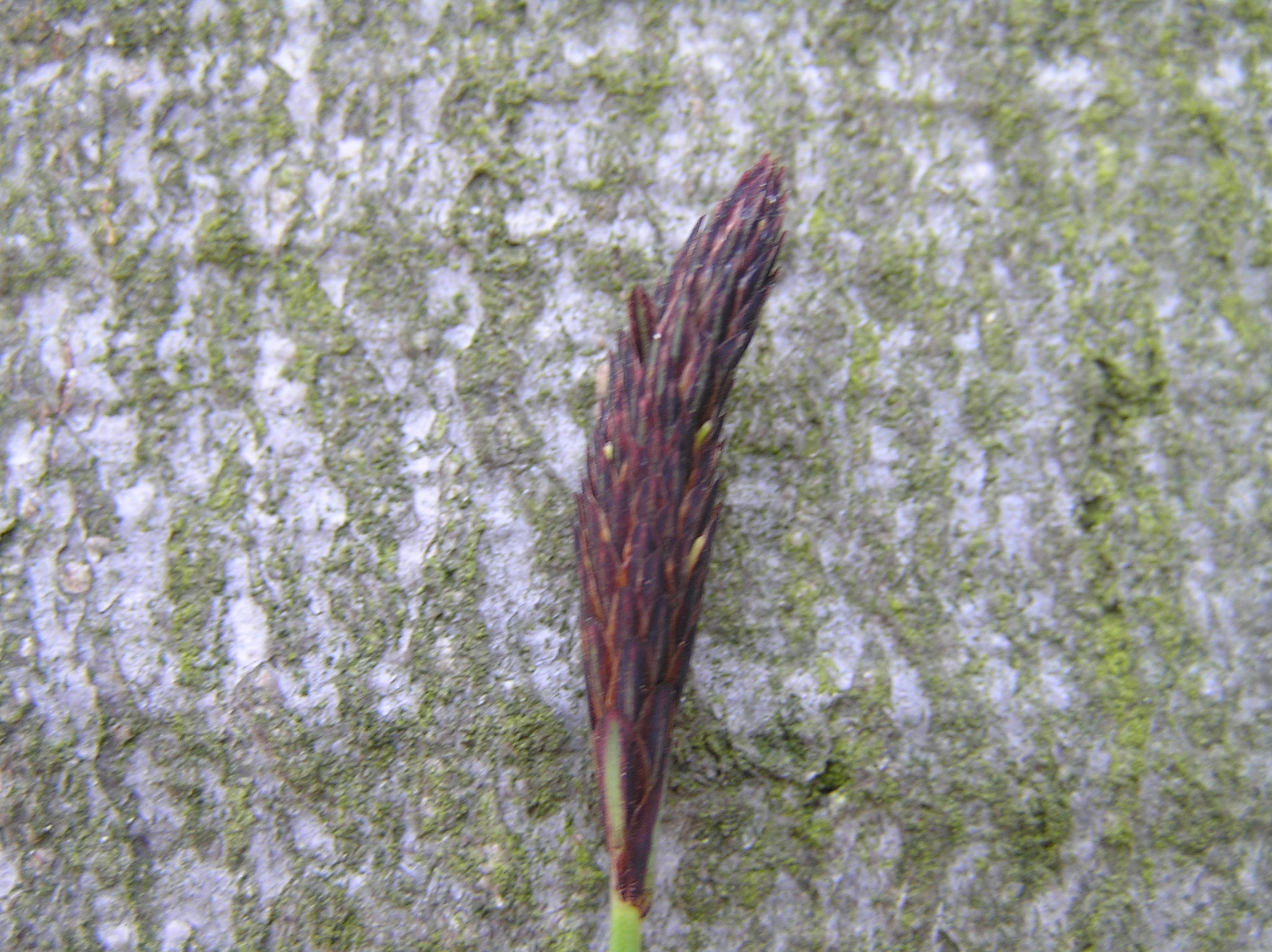
Мужское соцветие

Зелёные растения с ползучими корневищами, дающие длинные тонкие деревянистые побеги и боковые репродуктивные побеги. Побеги окружены при основании пурпурными влагалищами листьев.
Стебли трёхгранные, гладкие, 40—50 см высотой.
Листья мягкие, снизу более бледные, 4—10 мм шириной, коротко заострённые, равные стеблю. Листовые пластинки с обеих сторон и по краям обычно волосистые, на репродуктивных побегах они обычно короче, чем на вегетативных.
Верхний колосок тычиночный, продолговато-булавовидный, 2—3 см длиной, с обратнояйцевидными, тупыми, каштановыми чешуями; остальные (1)2—3(4) пестичные, редкоцветковые, особенно книзу, из 5—12 цветков, цилиндрические, 2—4 см длиной, обычно на длинных (до 8—10 см) и утолщённых гладких ножках, выступающих из влагалищ кроющих листьев, большей частью прямостоячие. Чешуи пестичных колосков ланцетовидные, шиповато-коротко-заострённые, красновато-ржавые, посредине светло-зелёные, с тремя жилками, короче мешочка (достигают половины носика). Рылец 3. Мешочки 4,5—5(5,5) мм длиной, в поперечном сечении обратнояйцевидные, тупо-трёхгранные, обычно ромбоидальные, в основании клиновидные, 3,5—5(8) мм длиной, с многочисленными тонкими жилками, светло-зелёные, позже желтоватые, рассеянно-опушённые или голые, с немного изогнутым наружу, косо усечённым или выемчатым, спереди клиновидно расщеплённым носиком 1,2—1,5(2) мм длиной. Нижний кроющий лист с влагалищем 3—4 мм длиной и листовой пластинкой, достигающей только основания соцветия.
Плод нередко с глубокими впадинами на гранях. Плодоносит в апреле—мае.
Число хромосом 2n=44, 48, 52, 56.
Вид описан из Словении.

## Распространение
Центральная и Южная (редко) Европа; Прибалтика: Латвия (окрестности Даугавпилса), Литва; Европейская часть России: окрестности Санкт-Петербурга (возвышенность Кирхгоф), юго-восток Псковской и Новгородской областей, верховья Волги и Камы (юг), бассейн Волги и Дона, Заволжье, Причерноземье; Украина: Средняя часть Днепра.
Растёт в лиственных (часто широколиственных) и смешанных лесах и кустарниках.